# イオン湯沢ショッピングセンター
イオン湯沢ショッピングセンター（イオンゆざわショッピングセンター）は、秋田県湯沢市にあるイオン東北株式会社が運営するショッピングセンター（SC）である。核店舗はイオンスーパーセンター湯沢店。

## 概要
秋田県道278号雄勝湯沢線・秋田県道311号羽後雄勝線沿いにある。最寄駅のJR湯沢駅からは南西に約2キロメートル離れている。
湯沢の中心部ではかつて地場資本の協働社湯沢サンエーや湯沢ショッピングデパート大丈、さらには、羽後ジャスコの運営によるジャスコ湯沢店も営業していた。しかし、地場2社は経営破綻。さらにジャスコ湯沢店も閉店した。
ジャスコ湯沢店の閉店後、市内で営業するナショナルチェーンのスーパーマーケットは皆無となったため、市民からは品揃えなどの充実したSCの開店を望む声が上がっていた。
イオン湯沢SCの進出にあたっては、市中心部の4商店街と消費者・地主らが、署名・陳情を繰り広げ、2004年12月、市農業振興地域整備促進協議会（会長鈴木俊夫市長）は中心商店街の活性化を図る必要があるとして、イオン側から出された計画地にかかる農地の農振除外申請を却下した。しかし、翌年3月の4町村合併直前の旧湯沢市議会において、SC誘致派の陳情2件を採択し、反対派の陳情2件を不採択とした。これを受け、市農振協は2006年2月に農振除外を決定した。こうした経過をたどり、イオン湯沢SCは開業に至った。
当初計画では、核店舗をマックスバリュにする案もあったが、スーパーセンターでの出店に落ち着いた。なお、直営売場のうち酒類など一部の売場はイオン東北の管轄になっていたが、2025年（令和7年）3月1日、イオン東北株式会社によるイオンスーパーセンター株式会社の吸収合併に伴い、店舗全体の運営がイオン東北株式会社に移管した。
イオングループ以外の特長としては、まちの総合情報交流拠点“まちの駅”でもある「虹こまち」という物産館がテナントに入っていることがあげられる。市の観光物産団体などとの協業により、単なる土産物屋ではなく、いわば市や県のアンテナショップ的な存在となっている。

## 沿革
- 2008年（平成20年）
  - 10月5日 - 「イオン ふるさとの森づくり」植樹祭を開催[4]。
  - 10月10日 - 湯沢市とイオンスーパーセンター株式会社にて、災害時における応急生活物資の供給等に関する協定を締結[5]。
  - 10月31日 - 「イオン湯沢ショッピングセンター」オープン[1][6]。
  - 11月5日 - 「ペトラス湯沢店」オープン。
- 2009年（平成21年）
  - 11月頃 - オープン一周年祭とほぼ時期を一緒にして、サービスカウンター・レジ・酒などの売場の位置を大幅に変更した。専門店は、虹こまちが22時まで営業時間が延長された。また、フードコートの業者がファーストフードのピーコック、および同社のうどんなどを扱う福麦亭になった。
  - 11月30日 - 「うさちゃんクリーニング」閉店。跡地は暫定的に休憩所になっている。
- 2010年（平成22年）2月16日 - 秋田県とイオンスーパーセンター株式会社にて､災害時における生活必需物資の供給に関する協定を締結[7]。
- 2013年（平成25年）7月12日 - 直営靴売場を株式会社ジーフットに移管。「グリーンボックスSUC湯沢店」としてオープン。
- 2020年（令和2年）
  - 3月1日 - イオン東北株式会社発足に伴い、リカー売場をイオンリテールからイオン東北に移管。
  - 4月1日 - 本店を含む全国のイオン直営売場での無料レジ袋配布終了[8]。
- 2022年（令和4年）11月1日 - メガペトロ株式会社が「ペトラス湯沢店」を三国商事株式会社に営業譲渡。「apollostationセルフイオン湯沢SS」としてリニューアルオープン[9]。
- 2023年（令和5年）10月15日 - 「ASBEE Fam湯沢店」および「天ぷら和食処四六時中湯沢店[10]」が閉店。
- 2025年（令和7年）3月1日 - イオン東北株式会社によるイオンスーパーセンター株式会社の吸収合併に伴い、運営がイオン東北株式会社に移管。

## フロアとテナント

### フロア概要
核店舗のイオンスーパーセンター湯沢店と21の専門店で構成される。ホームセンター部門はイオングループのサンデーが運営している。

### 主なテナント
フード
- ピーコック （ファストフード）
- 不二家（洋菓子）
- 福麦亭（麺類）

ファッション・グッズ
- ハニーズ（カジュアル）
- タケダスポーツ（スポーツ用品）
- ダイソー（100円ショップ）
- ひまわり（婦人服）

サービス・エンターテイメント
- アイサポ（スマホ修理・アクセサリー販売）
- ペッピーキッズクラブ（子供向け英語教室）
- トム・ソーヤのなかまたち（アミューズメント）
- ロコモ・co（体操教室）
- WAKABA（買取）

### 別棟
- ヤマダ電機テックランドNew湯沢店（家電）
- サロン・ド・シェスタ（美容・エステ）
- apollostationセルフイオン湯沢SS（ガソリンスタンド）

※テナント情報は2024年10月時点
出店テナント全店の一覧詳細情報や営業時間およびATMを設置している金融機関の詳細は公式サイトを参照。

## アクセス
自動車
- 東北中央自動車道 - 湯沢ICまたは三関ICより約10分。

路線バス
羽後交通：山田線 イオン湯沢SC停留所（入口の前）
- 湯沢営業所（湯沢駅から徒歩約10分） - 雄勝中央病院または切畑または石塚行き

鉄道
- JR奥羽本線 - 湯沢駅から徒歩で約34分、上湯沢駅から徒歩で約52分